# جبهه جنوب غربی (شوروی)
جبهه جنوب غربی (انگلیسی: Southwestern Front) جبهه ای از ارتش سرخ در طول جنگ جهانی دوم بود که سه بار تشکیل شد.
اولین بار در ۲۲ ژوئن ۱۹۴۱ از ناحیه ویژه نظامی کیف ایجاد شد. مرز غربی جبهه در ژوئن ۱۹۴۱ به طول ۸۶۵ کیلومتر، از رود پریپیات و شهر ولوداوا تا رود پروت و شهر لیپکانی در مرز با رومانی بود. از شمال با جبهه غربی که تا مرز لیتوانی امتداد داشت و از جنوب با جبهه جنوبی که تا شهر اودسا در دریای سیاه امتداد داشت.